# Willibald Beyschlag
Johann Heinrich Christoph Willibald Beyschlag, född 5 september 1823 i Frankfurt am Main, död 25 november 1900 i Halle, var en tysk teolog, far till geologen Franz Beyschlag.
Beyschlag var hovpredikant i Karlsruhe, och blev 1860 professor i praktisk teologi i Halle. Han gav första uppslaget till Evangeischer Bund (1887), som hade till syfte att bekämpa såväl ultramontanismen som materialism och religiös indifferentism. Han sökte förena religion och kultur och strävade efter en enhetlig tysk kultur på religiös grund. Beyschlag utgav Deutsch-evangelische Blätter 1876-1900. Bland hans övriga skrifter märks Der Altkatholizismus (1-3:e upplagorna 1883), Das Leben Jesu (2 band 1885, 5:e upplagan 1912), samt Aus meinem Leben (2 band, 1896-99).